# Vrdila
Vrdila (izvirno srbsko Врдила) je naselje v Srbiji, ki upravno spada pod Občino Kraljevo; slednja pa je del Raškega upravnega okraja.

## Demografija
V naselju živi 744 polnoletnih prebivalcev, pri čemer je njihova povprečna starost 43,4 let (42,3 pri moških in 44,6 pri ženskah). Naselje ima 300 gospodinjstev, pri čemer je povprečno število članov na gospodinjstvo 3,08.
To naselje je, glede na rezultate popisa iz leta 2002, večinoma srbsko.
|  |

| Demografija | Demografija     | Demografija     |
| Leto        | Št. prebivalcev | Št. prebivalcev |
| ----------- | --------------- | --------------- |
|             |                 |                 |
|             |                 |                 |
|             |                 |                 |
|             |                 |                 |
| 1948        | 1052            |                 |
| 1953        | 1037            |                 |
| 1961        | 1051            |                 |
| 1971        | 1063            |                 |
| 1981        | 1055            |                 |
| 1991        | 1018            | 999             |
| 2002        | 961             | 925             |
|             |                 |                 |

| Etnična sestava po popisu iz leta 2002 | Etnična sestava po popisu iz leta 2002 | Etnična sestava po popisu iz leta 2002 | Etnična sestava po popisu iz leta 2002 | Etnična sestava po popisu iz leta 2002 |
| -------------------------------------- | -------------------------------------- | -------------------------------------- | -------------------------------------- | -------------------------------------- |
| Srbi                                   | Srbi                                   |                                        | 918                                    | 99,24%                                 |
| Črnogorci                              | Črnogorci                              |                                        | 2                                      | 0,21%                                  |
| Hrvati                                 | Hrvati                                 |                                        | 2                                      | 0,21%                                  |
| Slovaki                                | Slovaki                                |                                        | 1                                      | 0,10%                                  |
| Neznano                                | Neznano                                |                                        | 0                                      | 0,0%                                   |